# LIVE at the PLEASURE PLEASURE
「LIVE at the PLEASURE PLEASURE」（らいぶ・あっと・ぷれじゃー・ぷれじゃー）は、2011年1月28日から配信が開始された甲斐バンドの配信限定ライブ・トラックス。

## 概要
2011年1月21日～1月23日の3日間・4公演の日程で、Mt.RAINIER HALL SHIBUYA PLEASURE PLEASUREにて『甲斐バンド LIVE at the PLEASURE PLEASURE』を開催。このライブは、映画『照和 My Little Town KAI BAND』の公開を受け、2010年4月に映画の舞台となったライブ喫茶照和で行われたアコースティック・ライブを再現したもの。
公演開催中の22日～23日には、シネセゾン渋谷での追加上映が決定し、ライブ観覧後にそのまま映画を観に行けた。そして、このライブの音源が、最終公演5日後の1月28日から、Amazon.co.jpにて3曲をピックアップし配信限定でリリースされたのがこのライブトラックスである。

## 収録曲
1. 野生の馬
2. 地下室のメロディー
3. そばかすの天使